# オドエフ公国
オドエフ公国（ロシア語: Одоевское княжество）はオカ川上流公国群の一つである。14 - 16世紀の間、オドエフを首都として存在した。

## 歴史
オドエフ公国はノヴォシリ公国から分離して成立した。それはおそらくジョチ・ウルス軍によってノヴォシリが破壊された後であり、年代記はその年を1375年と記している。この時期以降、ノヴォシリ公国は複数の公国に分裂しており、オドエフ公国もそのうちの1つであった。
1407年、オドエフ公国はリトアニア大公国に従属し、15世紀半ばのオドエフ公セミョーン(ru)の治世期にモスクワ大公国に鞍替えした。これらの期間、オドエフ公国の独立性は保持されていたが、16世紀に公国は廃止された。公国消滅後、オドエフ公の家系はロシア国家に仕える勤務公(ru)のオドエフスキー家(ru)として、家名を存続させている。

## オドエフ公
- ロマン・セミョーノヴィチ(ru)
- ユーリー・ロマノヴィチ(ru)
- イヴァン・ユーリエヴィチ(ru)
- セミョーン・ユーリエヴィチ(ru)